# Nemoraea longicornis
Nemoraea longicornis är en tvåvingeart som beskrevs av Villeneuve 1916. Nemoraea longicornis ingår i släktet Nemoraea och familjen parasitflugor. Inga underarter finns listade i Catalogue of Life.